# Els bessons peguen dues vegades
Els bessons peguen dues vegades —Twins en la versió original— és una pel·lícula estatunidenca dirigida per Ivan Reitman, estrenada l'any 1988. Els bessons peguen dues vegades és el més gran èxit comercial de Arnold Schwarzenegger en els anys 1980 amb 216.614.388 dòlars de recaptacions mundials i igualment la primera pel·lícula de l'actor a passar dels 100 milions de dòlars en el territori americà. És d'altra banda la primera pel·lícula còmica que Schwarzy interpreta. Fou nominada al Globus d'Or a la millor cançó original (1988).

## Argument
Dos germans bessons completament diferents tant des del punt de vista físic com moral, fruit d'una experiència genètica, es troben a l'edat adulta i esdevenen inseparables. Julius és l'home perfecte mentre que Vincent és la manca d'experiència.

## Repartiment
- Arnold Schwarzenegger: Julius Benedict
- Danny DeVito: Vincent Benedict
- Kelly Preston: Marnie Mason
- Chloe Webb: Linda Mason
- Bonnie Bartlett: Mary Ann Benedict
- Marshall Bell: Webster
- Trey Wilson: Beetroot McKinley
- David Caruso: Al Greco
- Nehemiah Persoff: Doctor Mitchell Traven
- Maury Chaykin: Burt Klane
- Sven-Ole Thorsen: Sam Klane
- Gus Rethwisch: Dave Klane
- Tony Jay: Doctor Werner
- Heather Graham: Mary Ann Benedict jove (no surt als crèdits)
- Hugh O'Brian: Grange
- Tom Platz: fill del Granger #1
- Roger Callard: fill del Granger #2
- Jason Reitman: Granger Grandson
- Catherine Reitman: Granger net
- Frank Davis: Guarda de Seguretat
- John Michael Bolger: Guarda de Seguretat (com John Bolger)
- Jeff Beck: Guitarrista
- Terry Bozzio: Drums
- Nicolette Larson: Cantant